# یاکوب برابچ
یاکوب برابچ (انگلیسی: Jakub Brabec؛ زادهٔ ۶ اوت ۱۹۹۲) بازیکن فوتبال اهل جمهوری چک است.
از باشگاه‌هایی که در آن بازی کرده‌است می‌توان به باشگاه فوتبال اسپارتا پراگ، باشگاه فوتبال زبرویوفکا برنو، و باشگاه فوتبال ویکتوریا ژیژکوف اشاره کرد.
وی همچنین در تیم‌های ملی فوتبال زیر ۲۱ سال جمهوری چک و جمهوری چک بازی کرده‌است.